# Triquinosi
La triquinosi és una helmintosi causada per les larves d'un nematode intestínal, Trichinella spiralis, que migren i s'encapsulen a la musculatura. En els humans, la malaltia clínica és molt variable. Generalment és benigna, però pot variar des d'una infecció no aparent fins a una malaltia mortal (la mortalitat sol ser inferior a l'1%, tot i que pot arribar fins al 35% si no es diagnostica i es tracta ràpidament).
Normalment, els casos de triquinosi tenen l'origen en el consum de carn de porc senglar o de productes elaborats amb aquesta carn. Tot i que a Catalunya es diagnostiquen pocs casos de triquinosi humana, la seva gravetat requereix l'adopció de mesures per prevenir-la.

## Causes
La triquinosi és causada pel consum de productes carnis crus o poc cuinats, que contenen el paràsit de la Trichinella spiralis. Es pot trobar en la carn d'animals com el porc, l'os, la guineu, la rata, el cavall o el llop. Els animals salvatges, especialment els carnívors o els omnívors, poden considerar-se font potencial de la malaltia. En el nostre context habitual, els principals reservoris del paràsit són els animals domèstics, com el gos, el gat o el porc.
L'única forma de matar el paràsit és cuinar la carn a més de 77 °C durant mitja hora. La congelació, la salaó i la dessecació no el maten. Per això, els pernils, les llonganisses i altres productes curats elaborats amb carn són possibles transmissors d'aquesta malaltia si l'animal estava parasitat. El període d'incubació de la malaltia, des que la larva entra a l'organisme fins que apareixen els efectes, és d'uns deu dies, i la infecció pot durar de deu dies a un mes. No s'ha descrit la transmissió de la triquinosi entre persones.

## Símptomes

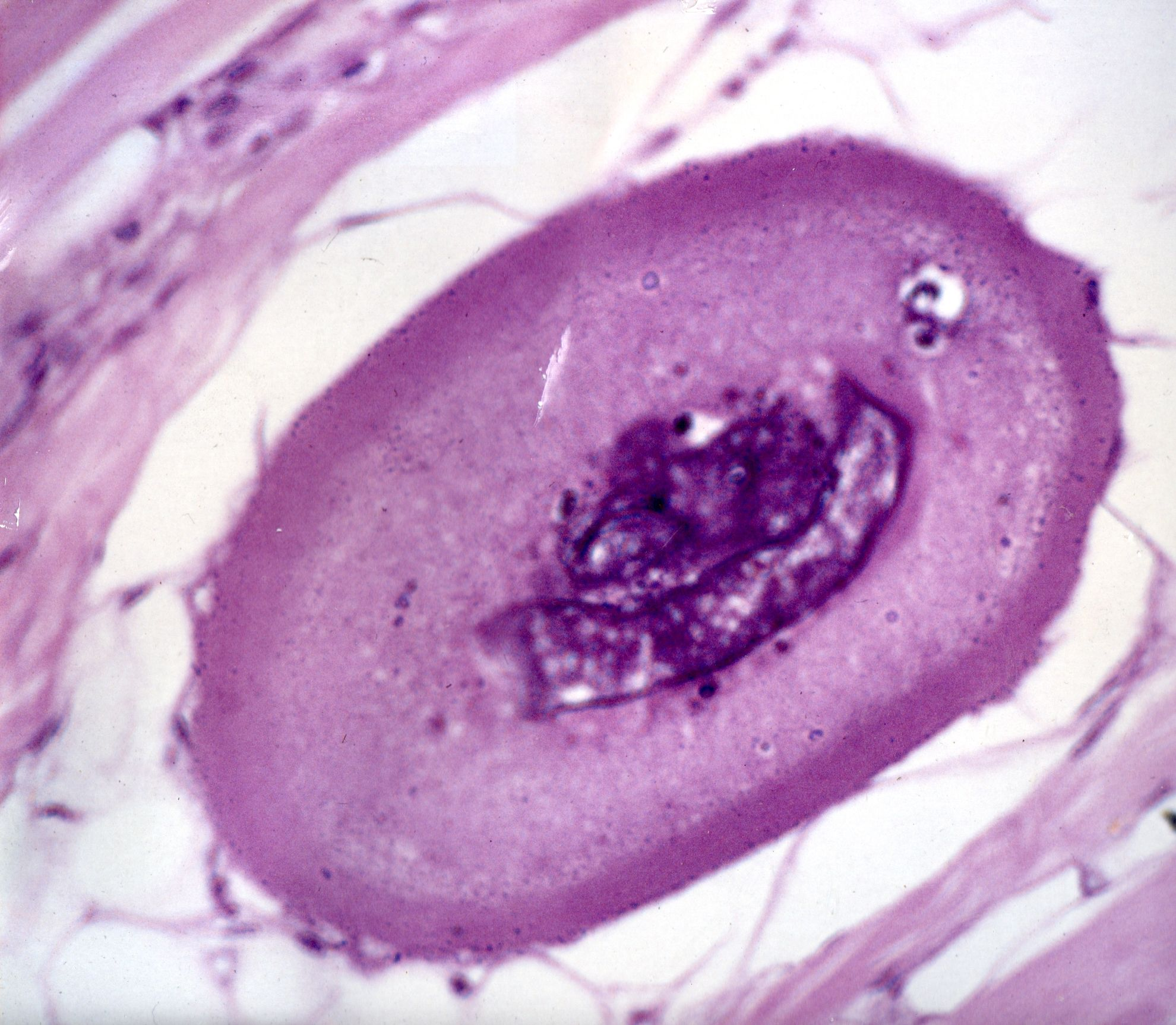
Imatge microscòpica d'una larva de Trichinella spiralis encapsulada a múscul esquelètic. 600X. Tinció d'HE.

Els símptomes principals d'una persona afectada per la triquinosi són:
- Manifestacions gastrointestinals, com diarrea
- Malestar abdominal
- Còlics
- Febre
- Edema de parpelles superiors seguit d'hemorràgies subconjuntivals i retinals amb dolor i fotofòbia
- Dolor muscular (especialment al respirar, mastegar o al fer servir els músculs llargs), set, sudoració, calfreds, debilitat, prostració
- Símptomes respiratoris i neurològics
- Insuficiència miocardíaca[1]

## Diagnòstic
Si la persona ha consumit carns estranyes o poc cuites, els exàmens per diagnosticar la infecció comprenen:
- Una analítica completa de la sang;
- Una biòpsia del múscul;
- Tècniques moleculars (PCR);[3]
- Estudis serològics: s'examina la sang per detectar la presència d'anticossos contra un microorganisme. Certs microorganismes tenen antígens que estimulen el cos per produir anticossos durant una infecció activa, i
- Estudi de la creatina-fosfocinasa: és un enzim que hi ha, sobretot, al cor, al cervell i al múscul esquelètic. També es realitza observant la sang.[1]

## Tractament
No hi ha un tractament específic per a la triquinosi, un cop les larves han envaït els músculs. Els analgèsics poden ajudar a alleugerir el dolor muscular. La majoria de persones amb triquinosi no presenten símptomes i la infecció es resol per sí sola. Les infeccions més severes poden ser més difícils de tractar, especialment si existeix afectació dels pulmons, del cor o del cervell. S'ha de buscar assistència mèdica si es presenten símptomes que suggereixen la presència de triquinosi i s'ha consumit recentment carn poc cuita o crua que pugui haver estat contaminada.

## Prevenció
La carn de porc i d'animals salvatges s'ha de cuinar completament o congelar-les a temperatures sota zero durant tres o quatre setmanes per matar l'organisme enquistat. Però la carn assecada, fumada o salada no és fiable per prevenir la infecció. Des del punt de vista legal, cal fer una distinció entre les carns de caça destinades a la comercialització i les destinades al consum particular dels caçadors. En el primer cas, el reglament de la Unió Europea estableix el protocol necessari per evitar el consum de carn amb triquina.
Les persones que intervenen en el procés de comercialització, des dels caçadors fins als restauradors o detallistes, són les responsables directes de fer complir les condicions establertes legalment.